# 京科夫车队

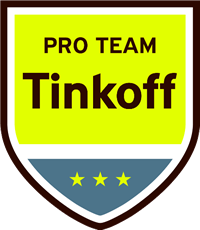

京科夫车队（英語：Tinkoff；国际自盟车队代码：TNK），为俄罗斯的一个职业自行车队。该队的所有者为奥列格·京科夫，管理者为前环法自行车赛冠军布雅内·里斯。车队于2016年解散。

## 历史
盛宝银行车队始于1998年。从2014年起，该车队由京科夫银行和盛宝银行赞助，故改名京科夫-盛宝车队。

### 车队冠名
- 1998-1999       杰克琼斯home车队 (Team home-Jack & Jones)
- 2000            杰克琼斯纪念卡车队 (Team Memory Card-Jack & Jones)
- 2001-2002       CSC-Tiscali
- 2003-2008       CSC车队 （Team CSC）
- 2008            CSC盛宝银行车队 (Team CSC Saxo Bank)
- 2009-2010       盛宝银行车队 (Team Saxo Bank)
- 2011            盛宝银行车队 (Team Saxo Bank-SunGard)
- 2012.1-2012.6   盛宝银行车队 (Team Saxo Bank)
- 2012.7-2012.12  盛宝银行-京科夫银行车队 (Team Saxo Bank-Tinkoff Bank)
- 2013            盛宝-京科夫车队 (Team Saxo-Tinkoff)
- 2014-2015       京科夫-盛宝车队 (Team Tinkoff-Saxo)
- 2016            京科夫车队

## 著名车手
- 安迪·施莱克(Andy Schleck)，卢森堡
- 弗兰克·施莱克(Frank Schleck)，卢森堡
- 法比安·坎塞拉拉(Fabian Cancellara)，瑞士
- 奥格拉迪(Stuart O'Grady)，澳大利亚
- 沃伊特(Jens Voigt)，德国
- 尼基·索伦森(Nicki Sorensen)，丹麦
- 克里斯·安克尔·索伦森(Chris Anker Sorensen)，丹麦
- 古斯塔夫·拉尔森(Gustav Larsson)，瑞典
- 阿尔维森(Kurt-Asle Arvesen)，挪威